# Nazionale maschile di pallanuoto del Giappone
La nazionale di pallanuoto maschile del Giappone (水球男子日本代表) è la rappresentativa nazionale giapponese nelle competizioni internazionali maschili di pallanuoto. La sua federazione di riferimento è la Japan Swimming Federation.
Il Giappone è una delle più titolate nazionali del continente asiatico, avendo conquistato per cinque volte l'oro ai Giochi asiatici ed essendo salito sul podio complessivamente per sedici volte.
In ambito mondiale il suo miglior risultato è stato un quarto posto olimpico, conquistato tuttavia, in un torneo - quello del 1932 - a cui hanno preso parte solo cinque formazioni.

## Storia
La nazionale del Giappone ha fatto il suo esordio a livello internazionale nel 1932 al Giochi di Los Angeles  ma non ottiene nessuna medaglia in quanto subisce una sconfitta da tutte e tre le squadre avversarie affrontate ovvero Germania (10-0), Stati Uniti (10-0) e Ungheria (18-0). Se sulla scena mondiale il Giappone non è stato capace di imporsi, a livello continentale riesce a mettere subito in evidenza il suo strapotere, vincendo la medaglia d'oro ai Giochi Asiatici a Tokyo 1958, per poi vincerlo nuovamente anche nelle tre edizioni successive, Giocarta 1962, Bangkok 1966 e Bangkok 1970, quattro volte consecutive.
Le prime vittorie nei tornei olimpici arrivano nel 1968 ai Giochi di Città del Messico, la squadra non supera il girone ma è protagonista di un'ottima prestazione, ottenendo comunque tre vittorie, sconfiggendo per 7-4 l'Egitto, prevalendo per 6-3 ai danni del Messico e battendo per 8-7 la Grecia.
Partecipa per la prima volta al Campionato Mondiale nell'edizione Cina 2001 dove perde tutte le partite del proprio girone contro le fortissime Spagna, Australia e Croazia. È nell'edizione successiva, Spagna 2003, che ottiene la sua prima vittoria al mondiale sconfiggendo per 10-9 la Cina. Ottiene il 7º posto alle World League nell'edizione Russia 2013 battendo nazionali molto forti come il Montenegro in una partita molto combattuta finita per 10-10 con una vittoria per il Giappone ai rigori per 6-5 oltre a prevalere ai danni del Brasile per 9-4.
Nel Mondiale Russia 2015 si classifica soltanto alla 13ª posizione ottenendo però una prestigiosa vittoria contro la blasonata nazionale di casa, battendo la Russia per 13-9. Nell'edizione successiva Ungheria 2017 il Giappone si ritrova nel girone di ferro contro la Croazia, gli Stati Uniti e la Russia: nella prima partita subisce una pesante sconfitta dalla Russia per 15-8, ma inaspettatamente per la seconda partita ottiene la sua prima storica vittoria contro la superpotenza degli Stati Uniti vincendo per 15-7, l'ultima partita si conclude con una sconfitta per 16-6 contro la Croazia che però sarà ininfluente dato che ottiene comunque il terzo posto necessario per i playoff ma non accede ai quarti di finale a causa della sconfitta per 14-4 contro la Grecia. Nel 2016 vince il Campionato Asiatico, mentre il Kazakistan arriva secondo e la Cina terza, con queste due nazioni il Giappone detiene il predominio asiatico.
Nell'edizione Ungheria 2018 della World League il Giappone perde tutte le partite del proprio girone, dovendo quindi disputare i quarti di finale contro gli Stati Uniti che invece è arrivata prima nel suo girone, e benché i pronostici dessero gli Stati Uniti come vincitore, contro ogni previsione il Giappone vince per 11-10 raggiungendo per la prima volta la semifinale della World League. Affronta l'Ungheria perdendo per 11-9 e non ottiene la medaglia di bronzo che viene conquistata dalla Spagna che batte il Giappone per 12-7. Nel 2021 come nazione ospitante prende parte ai Giochi di Tokyo dove però il Giappone non è all'altezza della forte pressione degli avversari, avendo perso quasi tutte le partite della fase a girone non ottenendo la qualificazione agli quarti di finale, la sua unica vittoria è stata contro il modesto Sudafrica per 24-9.
Durante il Mondiale Ungheria 2022 raggiunge il 9º posto avendo battuto delle nazionali ostiche a conferma del fatto che il Giappone può competere con le migliori del mondo, avendo prevalso per 12-11 contro la Germania, ha battuto anche l'Australia per 15-7 oltre a sconfiggere per 16-15 la Georgia. 
Nel 2023 torna a conquistare un oro continentale a cinquantatré anni di distanza dall'ultima volta, sconfiggendo la Cina nella finale dei Giochi asiatici di Hangzhou.

## Risultati

### Massime competizioni
Olimpiadi
- 1932 4º
- 1936 9º
- 1960 13º
- 1964 9º
- 1968 12º
- 1972 15º
- 1984 11º
- 2016 12º
- 2020 10º
- 2024 11º

Mondiali
- 2001 16º
- 2003 15º
- 2005 14º
- 2007 16º
- 2011 11º
- 2015 13º
- 2017 10º
- 2019 11º
- 2022 9º
- 2023 11º
- 2024 13º
- 2025 9º

Giochi asiatici
- 1954  Argento
- 1958  Oro
- 1962  Oro
- 1966  Oro
- 1970  Oro
- 1974  Bronzo
- 1978  Argento
- 1982  Argento
- 1988  Argento
- 1990  Argento
- 1994  Bronzo
- 1998 6º
- 2002  Argento
- 2006  Argento
- 2010  Bronzo
- 2014  Argento
- 2018  Argento
- 2023  Oro

### Altre
Coppa del Mondo
- 2018 7º
- 2025 8º

World League
- 2006 15º
- 2007 16º
- 2008 11º
- 2009 7º
- 2010 11º
- 2011 10º
- 2012 11º
- 2013 7º
- 2016 6º
- 2017 8º
- 2018 4º
- 2019 6º
- 2021 5º

### Competizioni giovanili
- Universiadi: 1

1967

## Formazioni

### Olimpiadi
Giochi olimpici - Los Angeles 1932Doi · Fujita · Kimura · Matsumoto · Sakagami · Sawami · Takebayashi · Tokito · Murai, CT: -
Giochi olimpici - Berlino 1936Furusho · Kataoka · Katsuhisa · Sakagami · Takahashi · Tano · Wada · Wakayama · Maeda · Takagi · Takahashi, CT: -
Giochi olimpici - Roma 1960Katō · Asanuma · Satō · Shimizu · Miyamura · Fujimoto · Takagi · Aoyama · Kanda · Shibata · Yamamoto, CT: -
Giochi olimpici - Tokyo 1964Katō • Arakawa • Yokoyama • Takeuchi • Shimizu • Fujimoto • Takagi • Satsuke • Aoyama • Iida • Kuwabara, CT: -
Giochi olimpici - Città del Messico 1968Ishii • Kuwayama • Nakano • Yajima • Kuwabara • Sato • Takeuchi • Yonehara • Sakamoto, CT: -
Giochi olimpici - Monaco di Baviera 1972Oshita • Kuwayama • Takahashi • Yajima • Hashimoto • Nakano • Minegishi • Jihira • Kimura • Yasumi • Arase, CT: -
Giochi olimpici - Los Angeles 1984Fujita • Y. Saito • Fujimori • Kai • Taima • Houki • Fukumoto • Miyahara • Nagata • Wakayoshi • H. Saito• Yamasaki • Oura, CT: -

### Altre
- Giochi asiatici - Busan 2002 -  Argento:

Fumikazu Kubota, Daisuke Nakagawa, Satoshi Nagata, Takuya Endo, Kōji Tanaka, Masakazu Yamamoto, Hiroyuki Matsubara, Atsushi Naganuma, Hiroshi Hoshiai, Taichi Sato, Yoshinori Shiota, Kan Aoyagi e Kenichi Sato.
- Mondiali - Melbourne 2007 - 16º posto:

Tomonaga Eguchi, Kan Aoyagi, Yasuhiro Haraguchi, Naofumi Nishikakoi, Kōji Tanaka, Shoichi Sakamoto, Koji Kobayashi, Atsushi Naganuma, Taichi Sato, Yoshinori Shiota, Hiroshi Hoshiai, Satoshi Nagata e Hitoshi Oshima.
- Giochi asiatici - Canton 2010 -  Bronzo:

Kan Aoyagi, Shota Hazu, Kan Irei, Koji Kobayashi, Atsushi Naganuma, Satoshi Nagata, Mitsuaki Shiga, Yusuke Shimizu, Yoshinori Shiota, Koji Takei, Katsuyuki Tanamura, Hiroki Wakamatsu e Akira Yanase.